# Bezirk Leibnitz
Der Bezirk Leibnitz ist ein politischer Bezirk des Landes Steiermark, er ist der südlichste Bezirk des Bundeslandes.

## Geschichte
Im Rahmen der Gemeindestrukturreform in der Steiermark liegen seit 2015 durch Gemeindezusammenlegungen über Bezirksgrenzen die Gebiete der ehemaligen Gemeinden Mitterlabill, Schwarzau im Schwarzautal und Weinburg am Saßbach aus dem Bezirk Südoststeiermark im Bezirk Leibnitz. Die Grenzen der Bezirke wurden so geändert, dass die neuen Gemeinden vollständig in einem Bezirk liegen.
Die 2020 aufgelöste Gemeinde Murfeld (Bezirk Südoststeiermark) wurde auf die Gemeinden Straß in Steiermark und Sankt Veit in der Südsteiermark aufgeteilt und vergrößerte den Bezirk im Südosten.
2024 ging Manfred Walch nach 22 Jahren als Bezirkshauptmann in den Ruhestand, am 1. Dezember 2024 folgte ihm seine Stellvertreterin Karin Wiesegger-Eck als Bezirkshauptfrau nach.

## Angehörige Gemeinden

Der Bezirk Leibnitz umfasst seit 2020 eine Fläche von 749,97 km².
Im Rahmen der Gemeindestrukturreform 2014/15 wurde die Zahl der Gemeinden im Bezirk ab 2015 deutlich verringert. Der Bezirk besteht seither aus den Gebieten von 29 Gemeinden, darunter eine Stadt und 16 Marktgemeinden.

### Liste der Gemeinden im Bezirk Leibnitz
Die Einwohnerzahlen der Tabelle stammen vom 1. Jänner 2024,
Regionen sind Kleinregionen der Steiermark
| Gemeinde                        | Lage | Ew     | km²   | Ew / km² | Gerichtsbezirk | Region                                       | Typ             | Foto | Metadaten         |
| ------------------------------- | ---- | ------ | ----- | -------- | -------------- | -------------------------------------------- | --------------- | ---- | ----------------- |
| Allerheiligen bei Wildon        |      | 1.630  | 20,35 | 80       | Leibnitz       | 042 Stiefing (Stiefingtal)                   | Gemeinde        | ja   | Gem.Kennz.: 61001 |
| Arnfels                         |      | 982    | 4,21  | 233      | Leibnitz       | 034 Rebenland–Pössnitz–Saggautal             | Markt- gemeinde | ja   | Gem.Kennz.: 61002 |
| Ehrenhausen an der Weinstraße   |      | 2.408  | 20,25 | 119      | Leibnitz       | 107 Südsteirische Weinstraße                 | Markt- gemeinde | ja   | Gem.Kennz.: 61049 |
| Empersdorf                      |      | 1.387  | 14,19 | 98       | Leibnitz       | 042 Stiefing (Stiefingtal)                   | Gemeinde        | ja   | Gem.Kennz.: 61007 |
| Gabersdorf                      |      | 1.280  | 19,81 | 65       | Leibnitz       | 108 Aktive Alternativregion Südsteiermark    | Gemeinde        | ja   | Gem.Kennz.: 61008 |
| Gamlitz                         |      | 3.195  | 36,81 | 87       | Leibnitz       | 107 Südsteirische Weinstraße                 | Markt- gemeinde | ja   | Gem.Kennz.: 61050 |
| Gleinstätten                    |      | 2.810  | 21,91 | 128      | Leibnitz       | 046 Sulmtal–Sausal                           | Markt- gemeinde | ja   | Gem.Kennz.: 61051 |
| Gralla                          |      | 2.883  | 12,14 | 238      | Leibnitz       | 063 Kernraum Leibnitz aufgelöst 4. Juli 2020 | Markt- gemeinde | ja   | Gem.Kennz.: 61012 |
| Großklein                       |      | 2.228  | 27,72 | 80       | Leibnitz       | 046 Sulmtal–Sausal                           | Markt- gemeinde | ja   | Gem.Kennz.: 61013 |
| Heiligenkreuz am Waasen         |      | 2.920  | 26,32 | 111      | Leibnitz       | 042 Stiefing (Stiefingtal)                   | Markt- gemeinde | ja   | Gem.Kennz.: 61052 |
| Heimschuh                       |      | 1.989  | 18,52 | 107      | Leibnitz       | 046 Sulmtal–Sausal                           | Gemeinde        | ja   | Gem.Kennz.: 61016 |
| Hengsberg                       |      | 1.547  | 17,75 | 87       | Leibnitz       | 070 Hengist                                  | Gemeinde        | ja   | Gem.Kennz.: 61017 |
| Kitzeck im Sausal               |      | 1.167  | 16,29 | 72       | Leibnitz       | 046 Sulmtal–Sausal                           | Gemeinde        | ja   | Gem.Kennz.: 61019 |
| Lang                            |      | 1.367  | 15,62 | 88       | Leibnitz       | 070 Hengist                                  | Gemeinde        | ja   | Gem.Kennz.: 61020 |
| Lebring-Sankt Margarethen       |      | 2.281  | 7,60  | 300      | Leibnitz       | 070 Hengist                                  | Markt- gemeinde | ja   | Gem.Kennz.: 61021 |
| Leibnitz                        |      | 13.362 | 23,52 | 568      | Leibnitz       | 063 Kernraum Leibnitz aufgelöst 4. Juli 2020 | Stadt- gemeinde | ja   | Gem.Kennz.: 61053 |
| Leutschach an der Weinstraße    |      | 3.536  | 75,63 | 47       | Leibnitz       | 034 Rebenland–Pössnitz–Saggautal             | Markt- gemeinde | ja   | Gem.Kennz.: 61054 |
| Oberhaag                        |      | 2.036  | 35,87 | 57       | Leibnitz       | 034 Rebenland–Pössnitz–Saggautal             | Gemeinde        | ja   | Gem.Kennz.: 61024 |
| Ragnitz                         |      | 1.603  | 20,77 | 77       | Leibnitz       | 042 Stiefing (Stiefingtal)                   | Gemeinde        | ja   | Gem.Kennz.: 61027 |
| Sankt Andrä-Höch                |      | 1.730  | 20,63 | 84       | Leibnitz       | 046 Sulmtal–Sausal                           | Gemeinde        | ja   | Gem.Kennz.: 61030 |
| Sankt Georgen an der Stiefing   |      | 1.602  | 18,72 | 86       | Leibnitz       | 042 Stiefing (Stiefingtal)                   | Markt- gemeinde | ja   | Gem.Kennz.: 61055 |
| Sankt Johann im Saggautal       |      | 1.966  | 27,03 | 73       | Leibnitz       | 034 Rebenland–Pössnitz–Saggautal             | Gemeinde        | ja   | Gem.Kennz.: 61032 |
| Sankt Nikolai im Sausal         |      | 2.336  | 26,18 | 89       | Leibnitz       | 063 Kernraum Leibnitz aufgelöst 4. Juli 2020 | Markt- gemeinde | ja   | Gem.Kennz.: 61033 |
| Sankt Veit in der Südsteiermark |      | 4.462  | 73,89 | 60       | Leibnitz       | 108 Aktive Alternativregion Südsteiermark    | Markt- gemeinde | ja   | Gem.Kennz.: 61060 |
| Schwarzautal                    |      | 2.366  | 39,95 | 59       | Leibnitz       | 081 Schwarzautal                             | Markt- gemeinde | ja   | Gem.Kennz.: 61057 |
| Straß in Steiermark             |      | 6.447  | 47,58 | 135      | Leibnitz       | 108 Aktive Alternativregion Südsteiermark    | Markt- gemeinde | ja   | Gem.Kennz.: 61061 |
| Tillmitsch                      |      | 3.907  | 14,99 | 261      | Leibnitz       | 063 Kernraum Leibnitz aufgelöst 4. Juli 2020 | Gemeinde        | ja   | Gem.Kennz.: 61043 |
| Wagna                           |      | 6.525  | 12,99 | 502      | Leibnitz       | 063 Kernraum Leibnitz aufgelöst 4. Juli 2020 | Markt- gemeinde | ja   | Gem.Kennz.: 61045 |
| Wildon                          |      | 5.749  | 32,73 | 176      | Leibnitz       | 070 Hengist                                  | Markt- gemeinde | ja   | Gem.Kennz.: 61059 |